# 滇南青冈
滇南青冈（学名：Cyclobalanopsis austroglauca）为壳斗科青冈属下的一个种。